# Хирманджик
Хирманджик або Цагкаванк — село у Ходжавендському районі Азербайджану. Село входить до складу сільської ради Булутану.

## Історія
Село виникло після Російсько-Іранської війни (1826—1828). Його заснували вірменські переселенці з південного узбережжя Абшеронського півострова (сучасні землі Ґарадазького району Азербайджану, у передмісті Баку).
З 2 жовтня 1992 року перебувало під контролем так званої Нагірно-Карабаської Республіки, 16 жовтня 2020 року внаслідок поновлених зіткнень у Карабасі село було зайняте Національною армією Азербайджану.

### Назва
Назва Хирманджик (азерб. Xırmanqık, тур. Harmançık) тюркського походження і складається з двох частин: хирман (тур. harman, азерб. xırman — молотьба) та джиґ (тур. çık, азерб. cıq; зменшувальна частка, синонім слова малий, мала). Вона походить від назви місцевості Кіджік Хирман (тур. Küçük Harman, азерб. Kicik Xırman), що перекладається як мала молотьба. Азербайджанські науковці схильні вважати, що це родова назва.
Вірменською мовою село називають Цагкаванк (вірм. Ծաղկավանք), ця назва походить від назви місцевого монастиря (зберігся лише частково). Назва складається з двох частин: цагка (вірм. ծաղկա — квітковий, від вірм. ծաղիկ — квітка) та ванк (вірм. վանք — монастир), тобто квітковий монастир. Раніше використовувалася історична назва Хрманджуг (вірм. Խրմանջուղ), що походить від азербайджанської назви.

## Пам'ятки
У селі розташована церква Святої Матері Божої (Сурб Аствацацін, вірм. Սուրբ Աստվածածին) XVIII століття та цвинтар XIX століття.
Церква та цвинтар раніше були частиною нині неіснуючого монастиря Цагкаванк, від якого походить сучасна назва села вірменською мовою. Найстаріший напис на хачкарах з цвинтаря датований 1198 роком.

## Населення
Станом на 2005 рік у селі мешкало 16 осіб.